# Ion Ionescu de la Brad

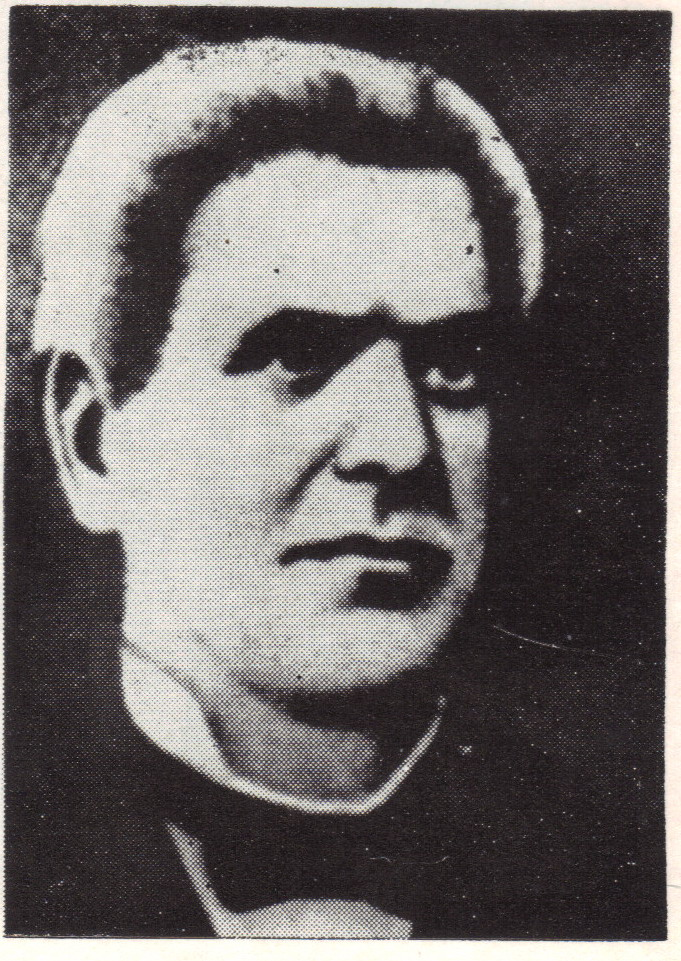
Ion Ionescu de la Brad

Ion Ionescu de la Brad (nume la naștere Ion Isăcescu; n. 24 iunie/6 iulie 1818, Roman, Moldova – d. 16/28 decembrie 1891, Brad, Negri, Bacău, România) a fost un revoluționar pașoptist român, întemeietorul științei agricole românești, membru de onoare al Academiei Române. În cursul vieții a activat ca agronom, economist, savant și scriitor; printre personalitățile secolului al XIX-lea care au militat cu energie și devotament patriotic pentru propășirea poporului român, numele lui Ion Ionescu de la Brad se află la loc de cinste. 

## Biografie
A fost fiul iconomului Ion Isăcescu și al Saftei (Elisabeta), fata preotului Toader Cima. La vârsta de 7 ani începe școala domnească din Roman. Aici este „botezat” Ionescu (fiul lui Ion) de către dascălul Verescu, astfel că prenumele Ion a devenit nume patronimic.
A studiat în țară la Academia Mihăileană din Iași, apoi a urmat în Franța agronomia, științele naturii și științele economice. La Paris, Ion Ionescu de la Brad a închegat o strânsă prietenie cu alți tineri români aflați la studii, animați toți de năzuința îmbunătățirii condițiilor materiale și spirituale ale poporului din România. El a stabilit, de asemenea, relații cu multe personalități progresiste ale societății franceze, trăind în mijlocul frământărilor care au premers și au pregătit revoluția de la 1848.
Reîntors în patrie, el a fost primul profesor de științe agricole din țară la Academia Mihăileană din Iași(1842-1848).
În mai 1845, luând contact la Mânjina cu Nicolae Bălcescu, Mihail Kogălniceanu, C. Negri, V. Alecsandri și cu alți patrioți români, a aderat cu însuflețire la programul de eliberare națională și socială dezbătut cu acest prilej.
În timpul revoluției de la 1848, din inițiativa lui Bălcescu, guvernul revoluționar l-a chemat pe Ion Ionescu de la Brad la București, unde, în calitate de vicepreședinte, a condus Comisia proprietății, alcătuită din deputați, țărani și boieri.
Comisia proprietății, creată în scopul de a găsi soluții problemei agrare – principala problemă a revoluției de la 1848 - , trebuia să întocmească un proiect de lege pentru înfăptuirea articolului 13 din Proclamația de la Islaz. Ion Ionescu de la Brad a desfășurat o neobosită activitate în tot timpul cât s-au desfășurat lucrările comisiei, combătând cu tărie atitudinea reacționară a proprietarilor și sprijinind, prin intervențiile sale, cererile îndreptățite pe care la formulau țăranii. 
Armata otomană, chemată de reacțiune spre a înăbuși revoluția, l-a arestat și pe Ion Ionescu de la Brad. După câteva săptămâni a reușit să evadeze împreună cu alți conducători ai revoluției, trecând apoi în Transilvania, unde a stat până la mijlocul lunii februarie 1849. Acolo a vizitat taberele revoluționarilor români și pe prefecții lor: „ Solomon, Dobra, Buteanu și pe vestitul Iancu”, cum însuși mărturisește cu admirație într-o scrisoare către Nicolae Bălcescu.
Exilul în Turcia, impus de înăbușirea revoluției, s-a prelungit opt ani și patru luni, timp pe care Ion Ionescu de la Brad l-a consacrat preocupărilor științifice, îndeplinind și unele funcții ca: expert și consilier imperial, director al Școlii de agricultură de la San-Stefano, administrator al domeniilor din Tesalia ale marelui vizir, unde a înființat o școală profesională de agricultură și trei ferme model mici pentru țăranii greci etc.
În 1855 s-a căsătorit cu o fată a cărei mamă era grecoaică, iar tatăl era neamț din Stuttgart. 
Întreprinzând călătorii de studiu prin ținuturile aflate sub stăpânirea Imperiului otoman, a cercetat și interpretat realitățile și fenomenele naturale și sociale, tipărind în limba franceză cinci monografii și un raport. Printre lucrările publicate se află și Excursie agricolă în Dobrogea, studiu de atentă analiză a condițiilor agricole și sociale, precum și de vibrantă atitudine românească. Din cele 12 scrisori trimise în acestă perioadă lui Ion Ghica se desprinde pasiunea lui față de adevărul științific și abordarea cu care milita pentru viitorul mai bun al poporului său. 
În 1857, la sosirea soților în țară, soția îl părăsește. Nu s-a mai recăsătorit și nici nu a mai avut urmași direcți.
Ion Ionescu de la Brad a fost primul director al statisticii din Moldova, apoi profesor de contabilitate, economie politică și financiară la Iași. Pentru susținerea drepturilor țărănimii, el a înființat patru gazete, cea mai cunoscută fiind Țeranul român (1861-1863). 
Bun cunoscător al problemelor rurale, Ion Ionescu de la Brad a fost consultat de Alexandru Ioan Cuza la alcătuirea legii pentru reforma agrară. El a fost numit inspector general al agriculturii pentru toată țara (1864-1869), funcție în care a îndrumat aplicarea reformei agrare.
O bună parte a vieții sale, timp de 22 de ani, el a condus ferma-școală de la Brad, unde a practicat o agricultură model, aplicând metode dintre cele mai avansate pentru acele timpuri. Ca deputat al țăranilor, Ion Ionescu de la Brad a militat cu energie pentru cauza celor mulți și nevoiași. Cu competența și autoritatea sa recunoscută, el a reprezentat țara la congrese internaționale, expoziții în străinătate etc.
Ca recompensă pentru creația lui științifică, a fost ales membru corespondent și apoi membru de onoare al Academiei Române (1884), membru al Societății de statistică din Londra etc.
A fost o personalitate care s-a bucurat de admirația opiniei publice internaționale și care a contribuit la „îmbogățirea” tezaurului gândirii și științei mondiale. 
Casa memorială „Ion Ionescu de la Brad” se găsește în Bacău, pe partea stânga a șoselei Prăjești-Brad, exact la ieșirea din localitatea Negri și intrarea în localitatea Brad. Vis-a-vis de casa memorială se găsește o troiță.